# Aldearrubia
Aldearrubia is een gemeente in de Spaanse provincie Salamanca in de regio Castilië en León met een oppervlakte van 32,84 km². Aldearrubia telt 487 inwoners (1 januari 2016).

## Demografische ontwikkeling
Bron: INE, 1857-2011: volkstellingen